# Francisco José Lombardi
Francisco José Lombardi (Tacna, 3 d'agost de 1949) és un director de cinema peruà, sent un dels directors més representatius del seu país.
Cursà estudis primaris al Colegio Nacional Coronel Bolognesi de la seva ciutat natal, i la secundària al Colegio de la Inmaculada de Lima, on va publicar les seves primeres crítiques de cinema en la revista escolar Cine Estudio, editada en mimeògraf. Aquesta publicació ho va posar en contacte amb el grup editor de la revista de crítica cinematogràfica Hablemos de Cine, on va publicar diversos textos crítics.
Després va estudiar a l'Escola de Cinema de la Universitat Nacional del Litoral a Santa Fe, Argentina, fins que la institució va ser intervinguda pel govern militar d'Onganía. Va tornar al Perú i va fer estudis de cinema en la Universitat de Lima.
El 1974 va començar a filmar curtmetratges després de fundar Producciones Inca Films al costat del seu cunyat José Zavala Rey de Castro. Entre els seus curts destaquen Al otro lado de la luz, Tiempo de espera i Callejón oscuro. A més va ser productor de curtmetratges d'Augusto Tamayo, Aldo Salvini, Pablo Guevara, Augusto Cabada, Lucho Barrios, entre altres directors.
El 1977 va debutar en la direcció de llargmetratges amb Muerte al amanecer l'èxit de públic i crítica de la qual li va permetre emprendre ràpidament Cuentos inmorales (1978), pel·lícula d'episodis al costat d'Augusto Tamayo, José Carlos Huayhuaca i Pili Flores Guerra. A partir de llavors, la carrera cinematogràfica de Lombardi ha anat en ascens filmant una sèrie de llargmetratges, bona part d'ells en coproducció amb Espanya i especialment amb Gerardo Herrero com productor. Lombardi també havia estat productor de les sèries Bajo tu piel i Estrellita, així com de la pel·lícula La fuga del Chacal de Tamayo.
En 2003 es va desvincular de Produccions Inca Films i a partir d'aquest moment va treballar independentment. La seva labor al cinema ha estat reconeguda a través d'homenatges i retrospectives en diversos fòrums internacionals, com en els Festivals de l'Havana, Friburg, Osca i Trieste, entre d'altres. En 2002 el Festival de Cinema de Lima li va atorgar el Spondylus, màxim guardó de l'esdeveniment, com a homenatge i reconeixement a la seva carrera de cineasta. En 2004 Lombardi va obtenir el premi “Irene Diamond, Lifetime Achievement Award” que atorga anualment Human Rights Watch «pel seu extraordinari compromís amb el cinema de drets humans». També ha obtingut la medalla d'Orde al Mèrit Artístic i Cultural Pablo Neruda atorgat pel Consell Nacional de la Cultura i les Arts de Xile «per la seva destacada contribució al cinema i la cultura llatinoamericanes». En 2014 el Ministeri de Cultura del Perú li va atorgar el Premi Nacional de Cultura, màxim reconeixement que atorga l'estat als creadors en les diferents àrees de l'activitat cultural.
En els últims anys també ha fet incursions a la direcció teatral posant en escena fins al moment quatre obres amb marcat succés. En 2008 va obtenir el premi que atorga anualment el diari peruà El Comercio de Lima a “millor obra de l'any” i “millor director” en l'àrea de teatre.
Al marge de l'activitat en l'àmbit cultural Francisco Lombardi ha treballat en la cervecería Backus, com un dels dirigents del Sporting Cristal (1994-1997 i 2000-2001), equip de futbol de l'empresa cervesera, quan aquest equip es va consagrar tricampió del futbol professional peruà els anys (1994-95-96) i va arribar a disputar la final de la CONMEBOL Libertadores el 1997. En 2003 va ser elegit vicepresident de la Federació Peruana de Futbol, càrrec al qual va renunciar en 2005 després de culminar la realització del Campionat Mundial de Futbol Sub 17 i la Copa Amèrica de futbol, esdeveniments organitzats per aquesta Federació al Perú.

## Filmografia
| Títol                       | Any  | Notes                                                                           | Premis |
| --------------------------- | ---- | ------------------------------------------------------------------------------- | --- |
| Muerte al amanecer          | 1977 |                                                                                 | - Festival Internacional de Cinema de Locarno, Suïssa (1977): Esment Especial del Jurat - Festival Internacional de Cinema de Cartagena, Colòmbia, (1978): Millor Òpera Prima. - Festival Internacional del Nou Cinema Llatinoamericà de l'Havana, Cuba (1980): Tercer Premi Coral. |
| Cuentos inmorales           | 1978 | dirigeix l'episodi Los Amigos                                                   | |
| Muerte de un magnate        | 1980 |                                                                                 | Menció Especial del Jurat, Huelva, 1982. |
| Maruja en el infierno       | 1983 | basada en la novel·la No una, sino muchas muertes d'Enrique Congrains           | - Premi de l'Organització Juvenil. Taixkent, 1983. - Esment del Jurat, Karlovy-Vary, 1984. - Esment especial del Jurat,, Huelva, 1983. |
| La ciudad y los perros      | 1985 | basada en la novel·la homònima de Mario Vargas Llosa                            | - Conquilla de Plata al Millor Director, Festival de Sant Sebastià, 1985. - Seleccionada per a la Quinzène de Realisateurs, Canes, 1985. - Makhila d'or a la Millor Pel·lícula. Biarritz, 1985. - Coral de Bronze, l'Havana, 1985. |
| La boca del lobo            | 1988 |                                                                                 | - Premi Especial del Jurat, Festival de Sant Sebastià, 1988. - Seleccionada per al Festival de Berlín (Fòrum), 1989. - 2n. Premi Coral. Festival Nou Cinema Llatinoamericà de l'Havana, 1988. - Premi Glauber Rocha – Premsa Llatina. l'Havana, 1988. - Premio Ràdio Havana. l'Havana, 1988. - Premio Caiman Barbut. l'Havana, 1988. - Premi de l'Organització Catòlica Internacional de Cinema (OCIC). l'Havana, 1988. - Millor Pel·lícula, Millor Director, Millor Guió / Festival de Cartagena, 1989. - Seleccionada per al Festival de Cinema de Londres (1989)                                                                       |
| Caídos del cielo            | 1990 | basada parcialment en el conte Los gallinazos sin plumas de Julio Ramón Ribeyro | - Premi a la Millor Pel·lícula. Festival des Films du Monde. Mont-real, 1990 - Premi L'Edat d'Or. Brussel·les, 1991. - Goya a la millor pel·lícula estrangera de parla hispana, Acadèmia del Cinema Espanyol. - Premi Especial del Jurat. Biarritz, 1990. - Gran Premi de la XII Jornada Cinematogràfica d'Orleans - França, 1990. - Seleccionada per a participar en els premis Oscar de l'Acadèmia d'Arts i Ciències Cinematogràfiques de Hollywood – Best Foreign Film Nomination. 1990. |
| Sin compasión               | 1994 | basada en la novel·la Crim i càstig de Dostoievski                              | - Selecció Oficial Canes, 1994, Un Certain Regard. - Segon Premi del Concurs de Projectes Cinematogràfics Organitzat per la Fundació per al Nou Cinema Llatinoamericà i la Governació de Mèxic (1994). - Premi a la Millor Actuació (Diego Bertie). l'Havana, 1995. - Catalina d'Or, Millor Director, Festival Internacional de Cartagena, 1995. - Premi Millor Director, Festival de Trieste (1995). |
| Bajo la piel                | 1996 |                                                                                 | - Conquilla de Plata al Millor Director, Sant Sebastià, 1996. - Premi Segon Coral. l'Havana, 1996. - Millor Guió de Llargmetratge. l'Havana 1996. - Millor Actuació (José Luis Ruiz), Festival de Gramado (1997). - Nominat per al Goya a la Millor Pel·lícula Estrangera |
| No se lo digas a nadie      | 1998 | basada en la novel·la homònima de Jaime Bayly                                   | |
| Pantaleón y las visitadoras | 1999 | basada en la novel·la homónima de Mario Vargas Llosa                            | - Seleccionada per al Festival de Berlín, Panorama 2000. - Kikito d'Or a la Millor Pel·lícula, Festival de Gramado (2000). - Premi Millor Director i Millor actor, Festival de Gramado (2000). - Premi Spondilus a la Millor Pel·lícula, Trobada Llatinoamericana de Cinema, Lima, 2000. - Premi del Público, Festival de Gramado (2000). - Premi Fipresci, Festival de Gramado (2000). - Premi Millor Actuació a Tróia International Film Festival. - Nominada al Premi Goya per millor pel·lícula estrangera de parla hispana. - Premi del públic, Festival Internacional de Viña del Mar. - Selecció Oficial Festival de Miami (2001). |
| Tinta roja                  | 2000 | basada en la novel·la homònima d'Alberto Fuguet                                 | - Millor director i Premi Vigía, Festival Internacional del Nou Cinema Llatinoamericà de l'Havana 2000. - Conquilla de Plata al Millor Actor (Gianfranco Brero), Festival de Sant Sebastià, 2000. - Millor Guió, Festival de Los Angeles (2001). - Millor Guió, Festival Internacional de l'Índia, 2001. - Segon Premi a la Millor Pel·lícula, Trobada de Cinema Llatinoamericà Lima, 2001. - Golden Reel Award al Festival de Miami, 2001. |
| Ojos que no ven             | 2003 |                                                                                 | - Millor Pel·lícula, Premi Golden Sun, Festival Internacional de Cinema Llatinoamericà de Biarritz, 2003. - Selecció Oficial a Concurs, Festival Internacional de Cinema de Sant Sebastià, 2003. - Millor Pel·lícula, Panorama Internacional, Festival Internacional de Cinema de Valdivia, 2003 |
| Mariposa negra              | 2006 | basada en la novel·la Grandes miradas d'Alonso Cueto                            | - Premi Glauber Rocha a la Millor Pel·lícula d'Amèrica Llatina, Festival des Films du Monde, Mont-real, 2006. - Millor Actriu (Melania Urbina), Festival de Biarritz, França, 2006. - Millor Actriu, Festival de Màlaga, 2007. - Finalista Millor Pel·lícula Estrangera de parla hispana, Premi Goya, 2007 |
| Un cuerpo desnudo           | 2008 |                                                                                 | Selecció Oficial per la secció “World Greats”, Festival des Films du Monde, Montreal 2009. |
| Ella                        | 2009 |                                                                                 | |
| Dos besos                   | 2015 |                                                                                 | |

## Premis
Festival Internacional de Cinema d'Osca
| Any  | Premi                            | Resultat  |
| ---- | -------------------------------- | --------- |
| 1997 | Premi Ciutat d'Osca Carlos Saura | Guanyador |